# Magasin général de Saint-Pierre-des-Corps
Le magasin général de Saint-Pierre-des-Corps, également appelé  « magasin-cathédrale » est un ancien centre de stockage SNCF qui abritait les pièces servant à l'entretien des trains. Il est situé à Saint-Pierre-des-Corps dans l'agglomération de Tours. Il fut en activité de 1926 à 2005.

## Présentation du site
Il s'étend sur 15,3 hectares et est composé de 4 bâtiments distincts.
Le plus important est le « bâtiment A » du fait de ses 35 000 mètres carrés répartis sur 3 niveaux. Le tout dans une construction de 200 mètres de long et 50 mètres de large.
Le « bâtiment B » est le résultat de la fusion de deux hangars sur 7 400 mètres carrés, le « bâtiment C » fut assemblé sur ce même principe. Il servait à l'entreposage des produits chimiques sur une surface de 2 700 mètres carrés. Il était situé au pied de l'entrée/sortie du site qui était directement reliée à la gare de Saint-Pierre-des-Corps.
Le « bâtiment D » fut le dernier à rejoindre le site du Magasin Général puisqu'il appartenait jusqu'à la fin de la guerre à la Royal Air Force qui y abritait ses avions, il fut ensuite donné à la SNCF. Ce qui lui doit son surnom de « Hangar aux avions ». Il abrite actuellement le chantier de restauration de la locomotive à vapeur Pacific 231 E41.
Le parc de stockage extérieur était composé de 18 voies sur lesquels se déplaçaient six ponts roulants et un pont transbordeur.
Les photographies ci-dessous datent d'avril 2015, elles permettent de constater l'état des différents bâtiments.

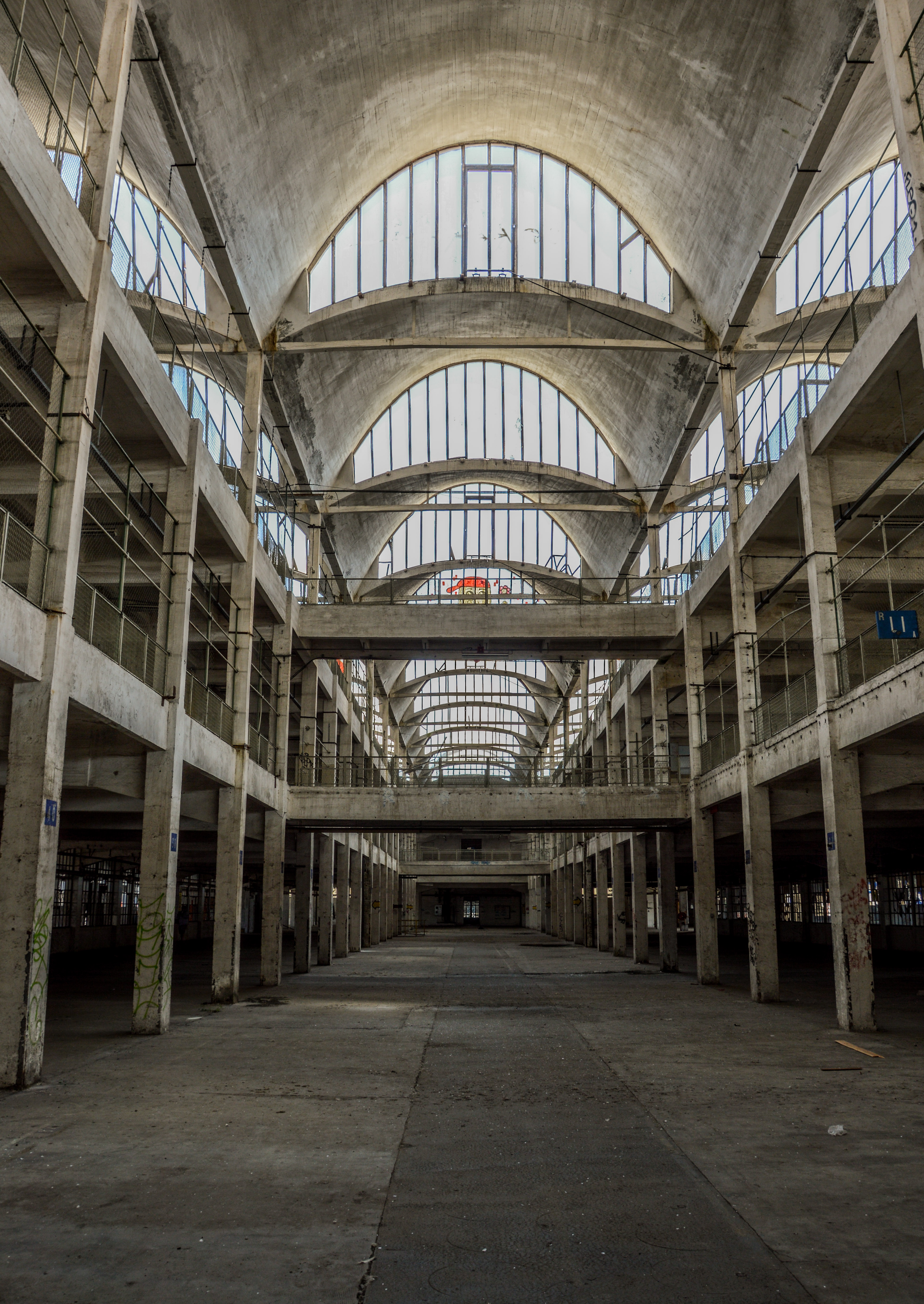
Le bâtiment A
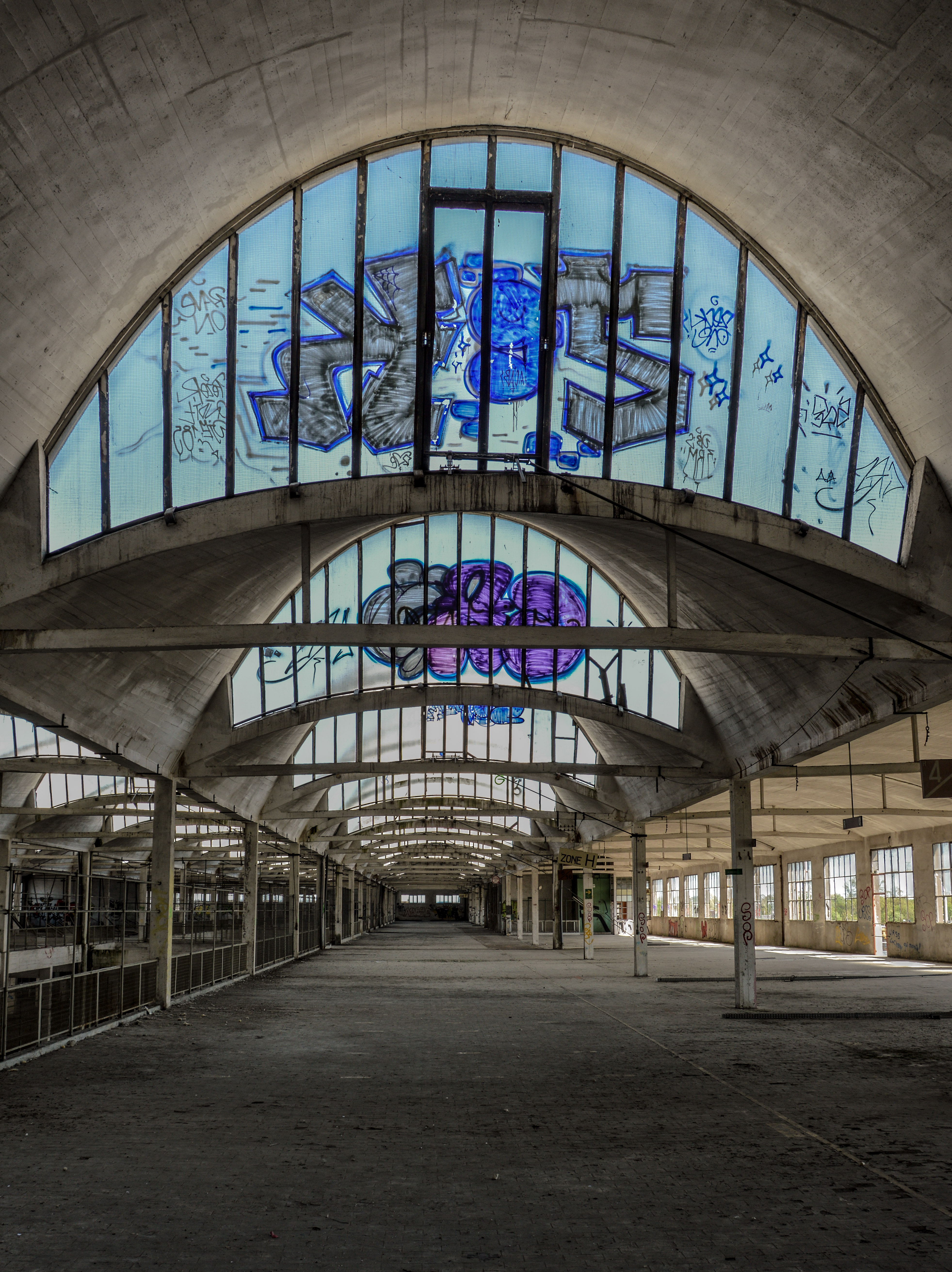
Le bâtiment A
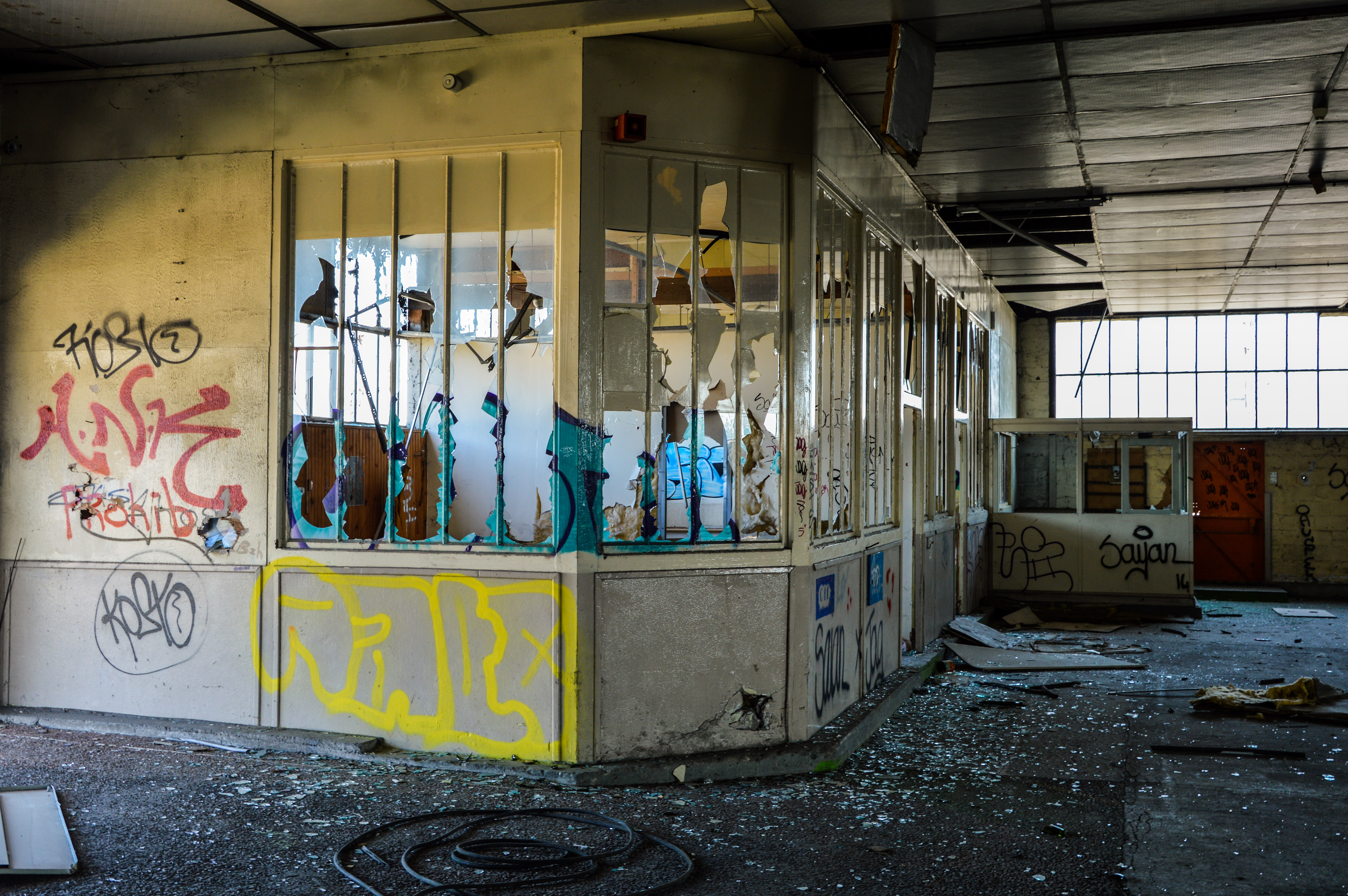
Le bâtiment C
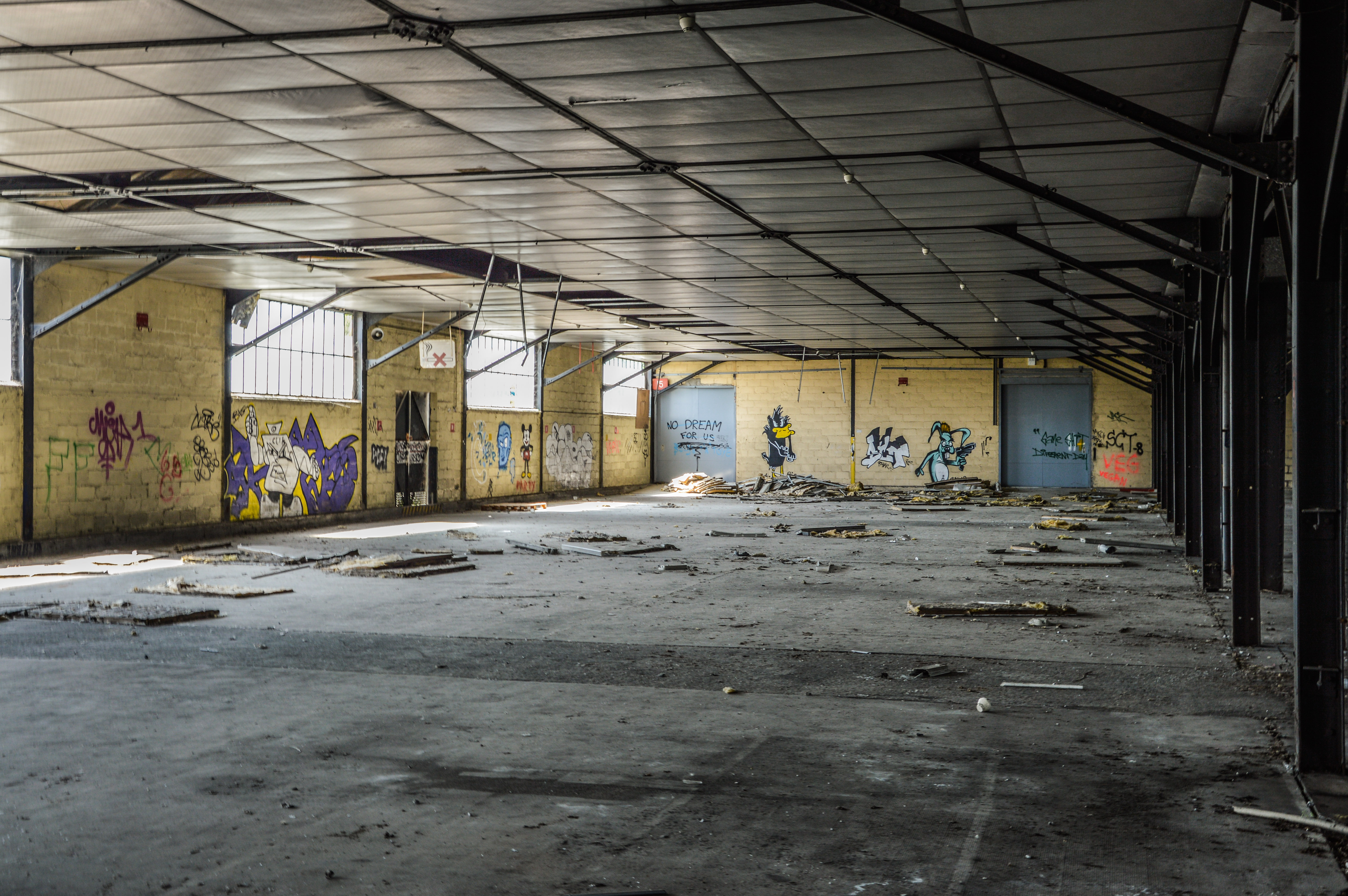
Le bâtiment C
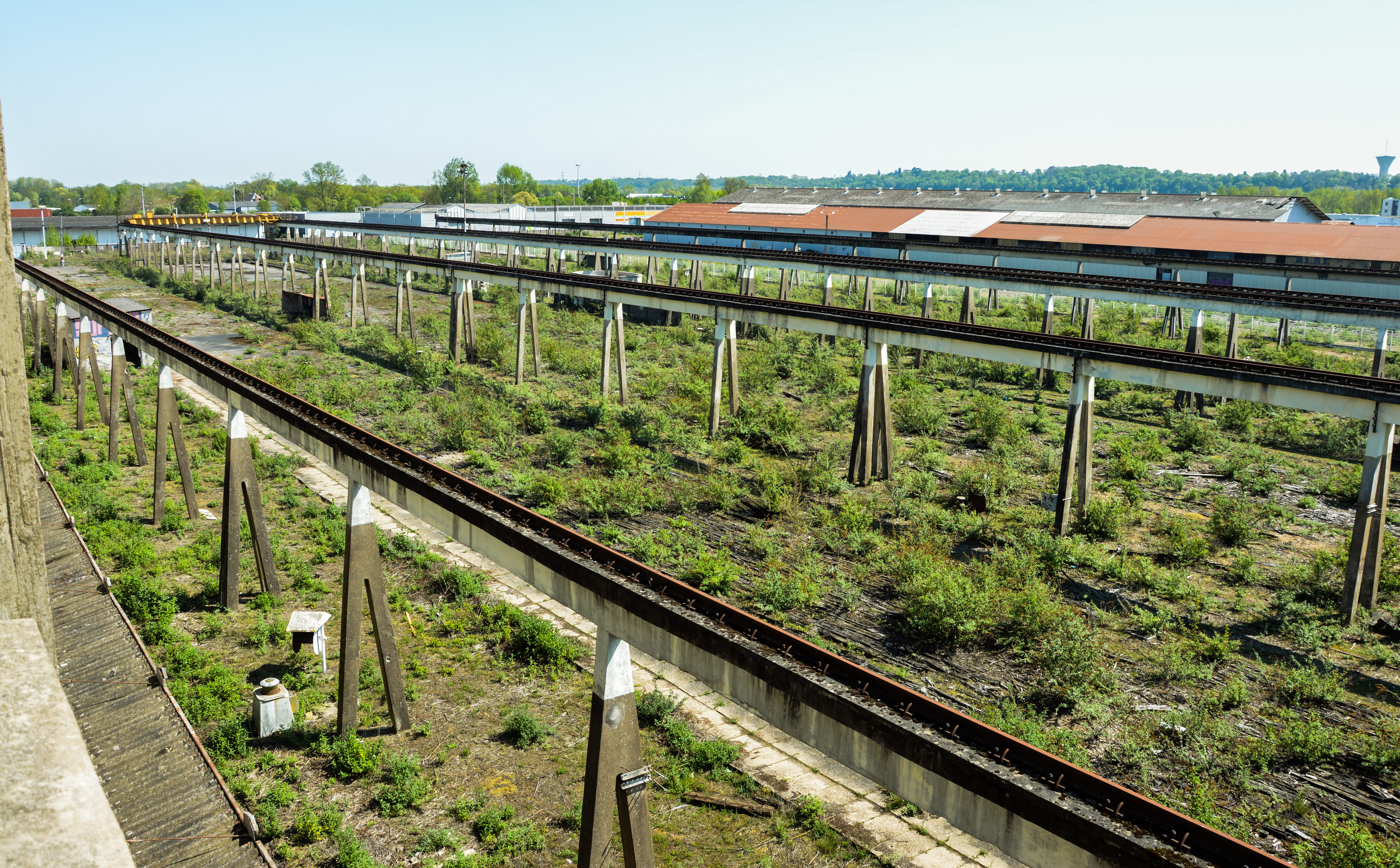
Le parc extérieur
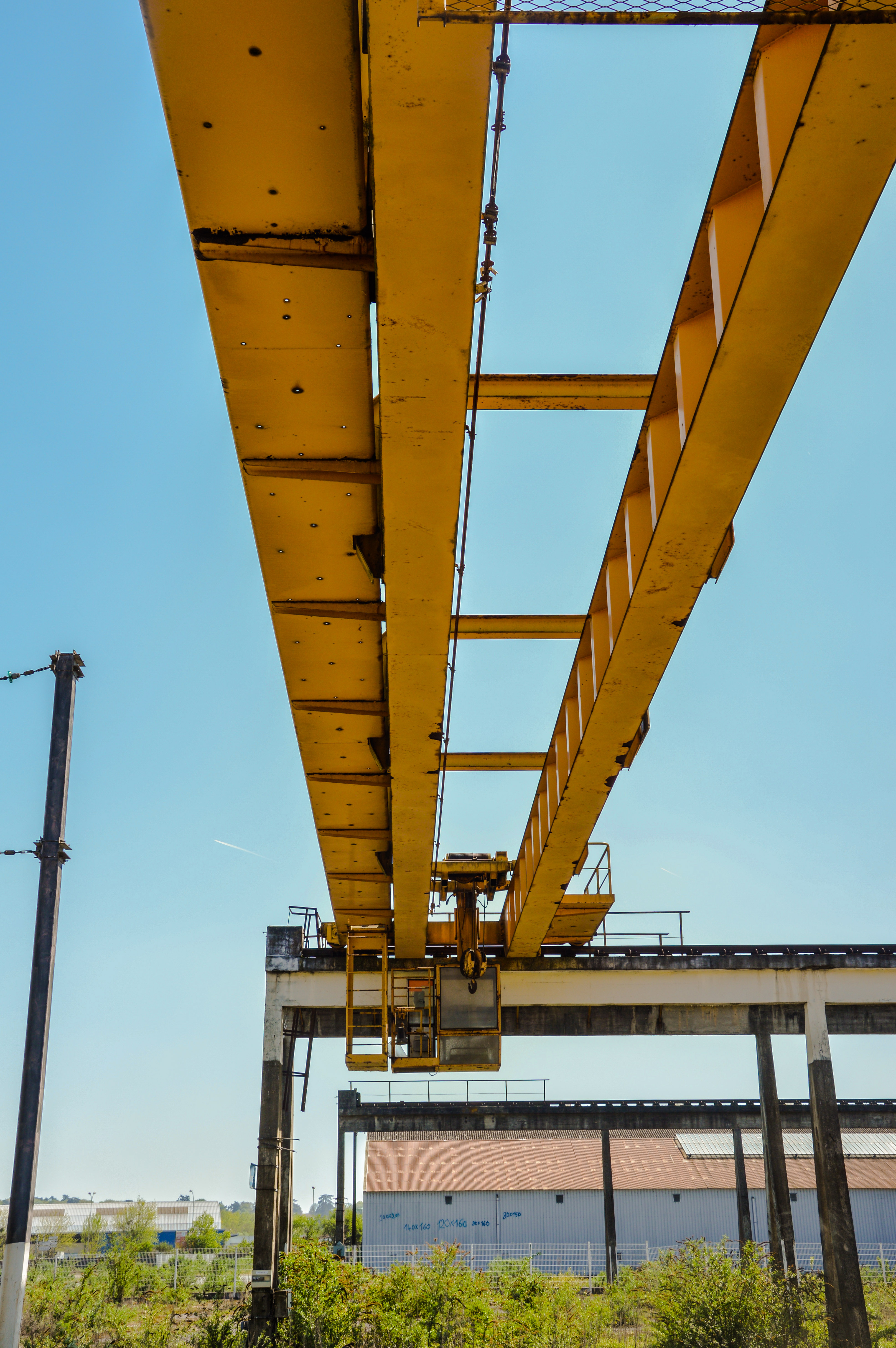
L'un des ponts roulants
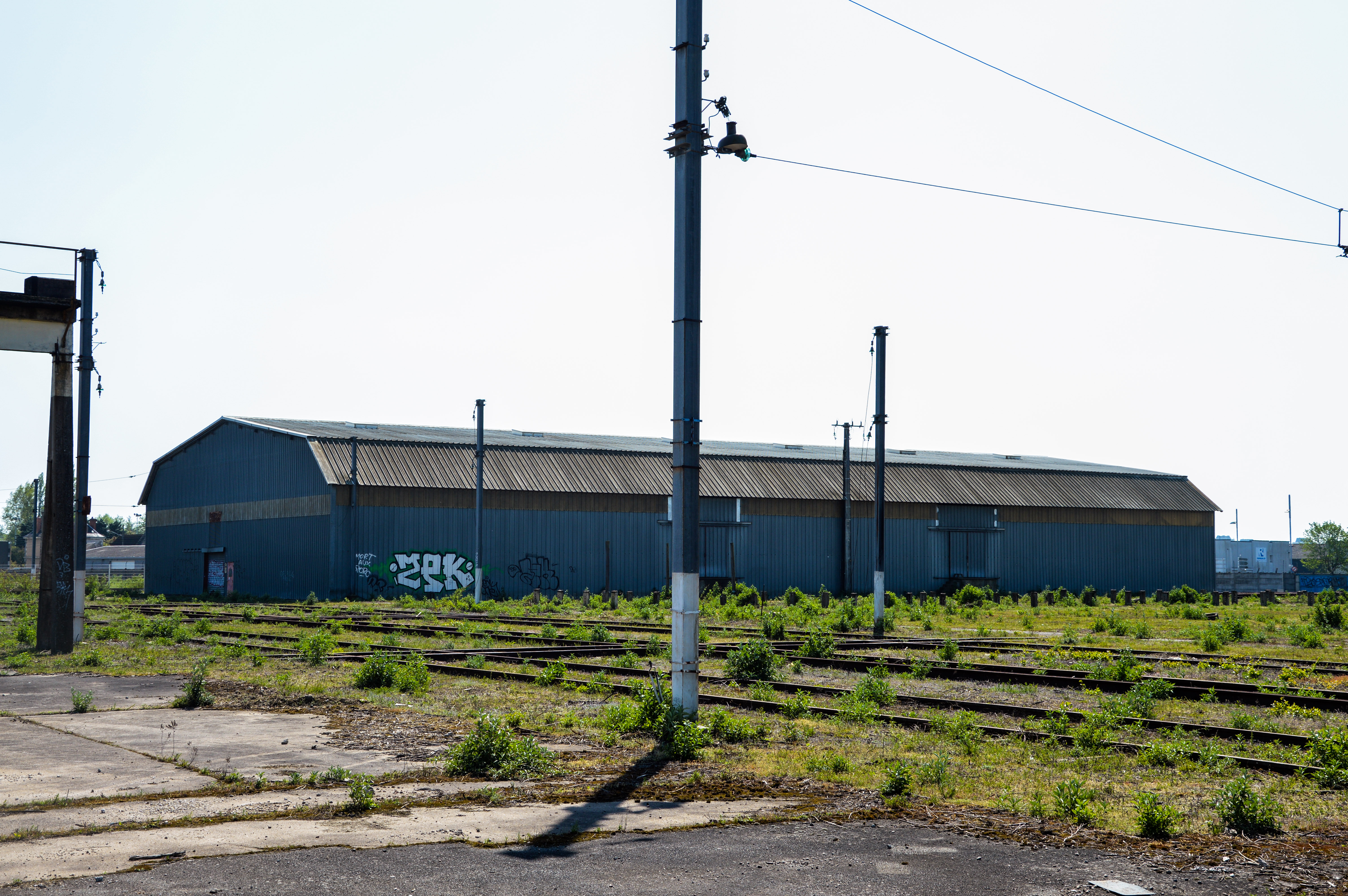
Le bâtiment D

## Histoire
Le « bâtiment A » fut achevé en 1926 sous la direction d'Eugène Freyssinet puis reconstruit et agrandi en 1948 à la suite des bombardements du 11 avril 1944.
Durant l'après-guerre, plus de 800 cheminots y travaillaient quotidiennement. Afin d’atténuer « l'émotion » liée à sa fermeture, devenue inévitable avec le temps, les effectifs furent réduits progressivement : ils passeront de 320 employés en 1981 à 110 en 2004 puis 25 en 2005.
Le 24 février 2006, une cérémonie « d'adieu » fut organisée par Radio Béton pour ses 20 ans avec de nombreux concerts et autres festivités.
Depuis ce lieu est laissé à l'abandon, ce qui en fait l'une des plus grandes friches industrielles de France. Il fut ouvert une unique fois au public, à l'occasion des Journées du Patrimoine en septembre 2014.

## Futur
Le terrain appartient aujourd'hui à la ville de Saint-Pierre-des-Corps qui l'a racheté à la SNCF en avril 2012 pour 1,3 million d'euros.
Depuis, une partie du site est louée à Dalkia qui y installa une centrale biomasse à partir du 28 septembre 2013. Ce chantier entraine la destruction de plusieurs bâtiments annexes (maison du gardien, cantine, bibliothèque, cabinet médical...).
Une promesse de vente a été signée entre la commune de Saint-Pierre-des-Corps et le groupe Vinci Immobilier qui revendra ensuite le site au groupe Doliam afin de créer un incubateur dans le domaine des technologies médicales. Les travaux devraient commencer en 2023 pour un début des activités en 2025.